# Adolf Neubauer
Pour les articles homonymes, voir Neubauer.
Adolf Neubauer, né le 11 mars 1831 à Bittse (en Autriche-Hongrie, actuelle Bytča en Slovaquie) ou le 7 mars 1832 à Kotessó (Kotešová) ou à Nagybánya (Baia Mare) et mort le 6 avril 1907 à Londres, est un bibliothécaire hongrois puis britannique, sous-bibliothécaire à la Bibliothèque bodléienne et lecteur d'hébreu rabbinique à l'université d'Oxford.

## Biographie
Adolf Neubauer reçoit une éducation complète en littérature rabbinique et ses premières contributions furent publiées par l'Allgemeine Zeitung des Judenthums et le Journal asiatique (décembre 1861).
En 1868, Neubauer est chargé par l'Université d'Oxford de dresser un catalogue des manuscrits hébraïques dans la Bibliothèque bodléienne. Le catalogue parut en 1886, après 18 années de préparation. Le volume comprend plus de 2500 entrées et est accompagné par un portfolio de quarante fac-similés. Pendant qu'il était engagé dans cette tâche, Neubauer publia d'autres travaux d'une importance considérable.
En 1884, un lectorat d'hébreu rabbinique fut fondé à Oxford et Neubauer fut nommé à ce poste, qu'il occupa pendant 16 ans, jusqu'à ce que sa vue déclinante le contraignît à démissionner en mai 1900. Il acquit surtout sa renommée comme bibliothécaire, et en cette qualité il enrichit la Bodléienne de nombreux trésors inestimables, faisant preuve d'un grand jugement dans leur acquisition.

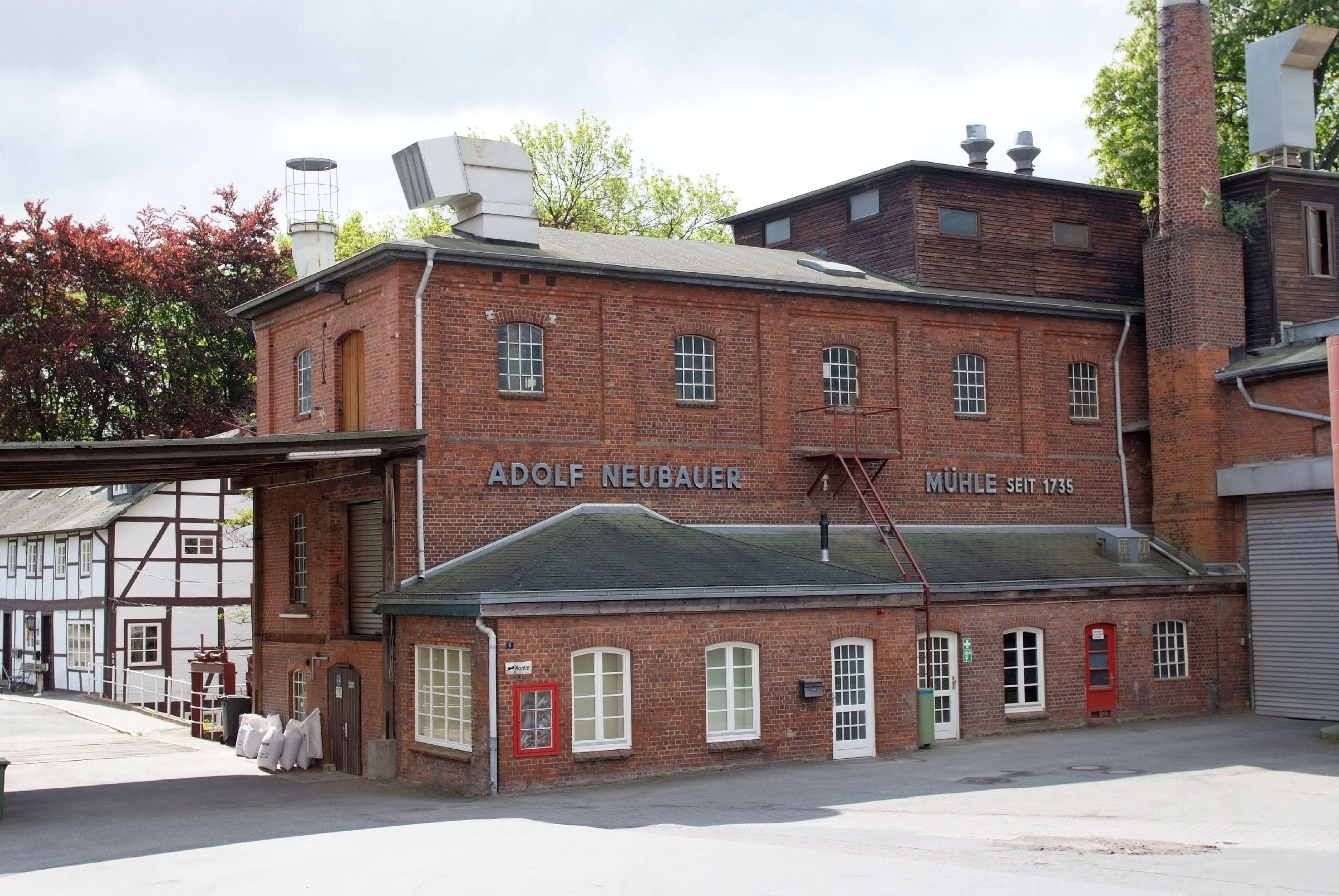
L'un des bâtiments du moulin portant le nom d'Adolf Neubauer, à Billstedt-Hambourg, Allemagne.

Il devint M. A. d'Oxford en 1873 et fut élu fellow honoraire du Collège d'Exeter en 1890. Dans sa dernière année, il reçut un doctorat honoris causa de l'université de Heidelberg et fut fait membre honoraire de l'Académie royale d'histoire à Madrid.
Son ancêtre, le meunier Jürgen Neubauer de Wohldorf, avait acquis aux enchères, en 1735, le domaine du moulin Steinbeker datant du XIVe siècle, et situé dans la vallée de Glinder dans l'actuel quartier de Billstedt à Hambourg en Allemagne. L'arrière-grand-petit-fils de l'érudit médiéviste du Talmud dirige aujourd'hui encore la destinée de l'usine Steinbeker qui porte le nom de « Adolf Neubauer Mühle ».

## Œuvres

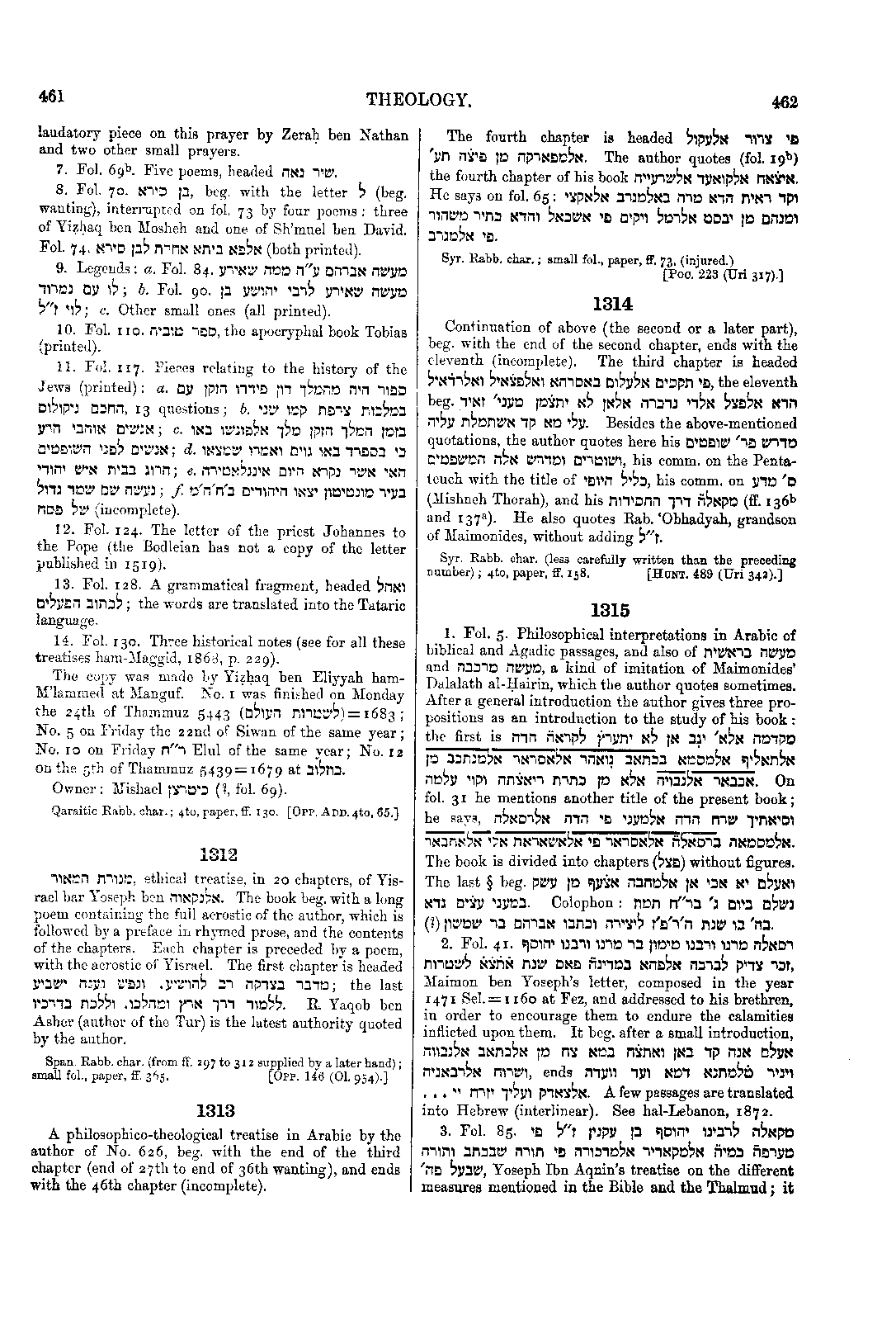
Une page du Bodleian Catalogue of Hebrew MSS, vol. 1, 1886, le grand-œuvre de Neubauer. Le volume 1 contient 900 pages de ce type.

- Meleket ha-Shir (1865) : collection d'extraits de manuscrits concernant les principes de versification hébraïque.
- Aus der Petersburger Bibliothek (1864) : rapport, dont il existe aussi une recension française, sur les manuscrits karaïtes conservés à la bibliothèque de Saint-Pétersbourg.
- La Géographie du Talmud (1868) : grand-œuvre de Neubauer, qui assura sa réputation, le livre rassemble les données géographiques dispersées partout dans le Talmud et les écrits juifs de l'Antiquité et qui concernaient des lieux dans la terre d'Israël.
- Le Livre de Racines hébraïques (1875) : édition du texte arabe du dictionnaire hébraïque d'Abu Al-Walid (Yona ibn Jannah)
- Interprétations juives du cinquante-troisième chapitre d'Isaïe (1876), traduit en collaboration avec Samuel Rolles Driver en 1877.
- Les Rabbins français du commencement du XIVe siècle (1877)
- Contribution à L'Histoire littéraire de la France (1877) ; cependant, conformément aux règles de l'Académie française, le travail parut sous le nom de Renan.
- Texte araméen du Livre de Tobie (1878)
- premier volume des Chroniques juives médiévales (1887)
- second volume des Chroniques juives médiévales (1895)
  - Les Chroniques comportent la Chronique, d'Ahimaatz ben Paltiel, la Lettre de Sherira Gaon, le Sefer HaKabbala d'Abraham ibn Dawd, etc.
- Original hébraïque d'une partie de l'Ecclésiastique, en collaboration avec Cowley (1897).